# BOK Financial
BOK Financial est une banque américaine présente notamment dans le sud des États-Unis. Elle est issue de Bank of Oklahoma, son nom reprenant cette ancienne dénomination. BOK Financial est un groupe bancaire qui opère sous diverses marques dont Bank of Oklahoma mais aussi Bank of Texas, Bank of Albuquerque, Bank of Arizona, Bank of Arkansas, Colorado State Bank and Trust et MoBank.

## Histoire
En juin 2018, BOK Financial annonce l'acquisition de CoBiz pour 1 milliard de dollars, dans le but de renforcer sa présence en Arizona et au Colorado.

## Actionnaires
Liste des principaux actionnaires au 15 novembre 2019:
| George Kaiser                        | 54,0% |
| The Vanguard Group                   | 4,57% |
| Aristotle Capital Management         | 3,99% |
| George Kaiser (fondation)            | 3,89% |
| Fidelity Management & Research       | 2,31% |
| Neuberger Berman Investment Advisers | 1,88% |
| CIBC World Markets                   | 1,61% |
| Ariel Investments                    | 1,35% |
| BlackRock Fund Advisors              | 1,28% |
| Artisan Partners                     | 1,23% |